# Вице-президент Непала
Вице-президент Федеративной Демократической Республики Непал (непальск. संघीय प्रजातान्त्रिक गणराज्य नेपालका उपराष्ट्रपति) — заместитель главы государства. Должность создана после упразднения монархии в мае 2008 года. К вице-президенту обращаются «Его превосходительство».

## История
В соответствии с Конституцией, принятой в январе 2007 года, все управленческие полномочия были отняты у короля Непала, и члены Учредительного собрания на своем первом совещании в 2008 году, должны были решить: оставить ли монархию или объявить республику. 28 мая 2008 года Ассамблея проголосовала за отмену монархии.
Пятая поправка к Конституции установила, что президент, вице-президент, премьер-министр и председатель Учредительного собрания и заместитель председателя избираются на основе «политического взаимопонимания». Однако, если этого не последовало, они могут быть избраны простым большинством голосов.
Первые выборы состоялись в 2008 году. Стороны не смогли договориться о кандидатах на должность президента или вице-президента, но выборы были признаны состоявшимися. Пармананд Джа от партии «Мадхеси Джана Адхикар Форум» был избран при поддержке Непальского конгресса и Коммунистической партии Непала (объединённой марксистско-ленинской).
17 марта 2023 года Рам Сахая Ядав был избран третьим вице-президентом, вступил в должность 20 марта.

## Вице-президентыФедеративной Демократической Республики Непал(с 2008)
| № | Портрет | Имя (годы жизни)        | Срок полномочий | Срок полномочий | Срок полномочий | Партия                                                   |
| № | Портрет | Имя (годы жизни)        | Вступил         | Покинул         | Срок полномочий | Партия                                                   |
| - | ------- | ----------------------- | --------------- | --------------- | --------------- | -------------------------------------------------------- |
| 1 |         | Пармананд Джа (1944— )  | 23 июля 2008    | 31 октября 2015 | 7 лет 100 дней  | Народный фронт прав Мадхеси                              |
| 2 |         | Нанда Кишор Пун (1965—) | 31 октября 2015 | 20 марта 2023   | 7 лет 140 дней  | Объединённая коммунистическая партия Непала (маоистская) |
| 3 |         | Рам Сахая Ядав (1971—)  | 20 марта 2023   |                 | 2 года 118 дней | Народно-социалистическая партия                          |